# Arberg
Arberg è un comune tedesco di 2 295 abitanti, situato nel land della Baviera.